# Spettroscopia a ionizzazione a risonanza
La spettroscopia a ionizzazione a risonanza, comunemente indicata con l'acronimo RIS, dall'inglese resonance ionization spectroscopy, è una tecnica spettroscopica.
Atomi o molecole che si vogliono analizzare, in fase gas, sono ionizzati selettivamente da luce laser alla giusta lunghezza d'onda di risonanza d'eccitazione.
Se gli atomi o molecole vengono portati in fase gas con sputtering la tecnica si chiama spettroscopia a ionizzazione a risonanza con sputtering (SIRIS).
La tecnica si abbina alla spettrometria di massa: gli ioni prodotti vengono infine inviati allo spettrometro di massa (spettrometria di massa a ionizzazione a risonanza).